# Піджен-Фоллс (Вісконсин)
Піджен-Фоллс (англ. Pigeon Falls) — селище (англ. village) в США, в окрузі Тремполо штату Вісконсин. Населення — 381 особа (2020).

## Географія
Піджен-Фоллс розташований за координатами 44°25′30″ пн. ш. 91°12′32″ зх. д. / 44.42500° пн. ш. 91.20889° зх. д. (44.424904, -91.208777).  За даними Бюро перепису населення США в 2010 році селище мало площу 1,24 км², уся площа — суходіл. В 2017 році площа становила 1,12 км², уся площа — суходіл.

## Демографія
Згідно з переписом 2010 року, у селищі мешкало 411 осіб у 172 домогосподарствах у складі 102 родин. Густота населення становила 332 особи/км².  Було 188 помешкань (152/км²).
Расовий склад населення:
| - 99,3 % — білих - 0,2 % — чорних або афроамериканців - 0,2 % — азіатів |

До двох чи більше рас належало 0,2 %. Частка іспаномовних становила 1,2 % від усіх жителів.
За віковим діапазоном населення розподілялося таким чином: 17,0 % — особи молодші 18 років, 51,4 % — особи у віці 18—64 років, 31,6 % — особи у віці 65 років та старші. Медіана віку мешканця становила 52,1 року. На 100 осіб жіночої статі у селищі припадало 83,5 чоловіків;  на 100 жінок у віці від 18 років та старших — 86,3 чоловіків також старших 18 років.
Середній дохід на одне домашнє господарство  становив 51 824 долари США (медіана — 44 792), а середній дохід на одну сім'ю — 65 593 долари (медіана — 58 500). За межею бідності перебувало 9,7 % осіб, у тому числі 19,2 % дітей у віці до 18 років та 13,2 % осіб у віці 65 років та старших.
Цивільне працевлаштоване населення становило 169 осіб. Основні галузі зайнятості: виробництво — 28,4 %, освіта, охорона здоров'я та соціальна допомога — 23,7 %, мистецтво, розваги та відпочинок — 8,9 %, роздрібна торгівля — 8,3 %.